# Консепсьон (Антьокия)
Консепсьон (исп. Concepción) — город и муниципалитет на севере Колумбии, на территории департамента Антьокия. Входит в состав субрегиона Восточная Антьокия.

## История
Поселение из которого позднее вырос город было основано 8 сентября 1771 года. Муниципалитет Консепсьон был выделен в отдельную административную единицу в 1773 году.

## Географическое положение

Муниципалитет Консепсьон

Город расположен в восточной части департамента, в гористой местности Центральной Кордильеры, на расстоянии приблизительно 33 километров к востоку-северо-востоку (ENE) от Медельина, административного центра департамента. Абсолютная высота — 2125 метров над уровнем моря.

Муниципалитет Консепсьон граничит на севере с муниципалитетами Барбоса и Санто-Доминго, на востоке — с муниципалитетом Алехандрия, на юге — с муниципалитетами Эль-Пеньоль и Сан-Висенте. Площадь муниципалитета составляет 167 км².

## Население
По данным Национального административного департамента статистики Колумбии, совокупная численность населения города и муниципалитета в 2012 году составляла 3756 человек.
Динамика численности населения муниципалитета по годам:
| 2005 | 2006 | 2007 | 2008 | 2009 | 2010 | 2011 | 2012 |
| ---- | ---- | ---- | ---- | ---- | ---- | ---- | ---- |
| 4509 | 4383 | 4275 | 4172 | 4063 | 3958 | 3851 | 3756 |

Согласно данным переписи 2005 года мужчины составляли 50,1 % от населения Консепсьона, женщины — соответственно 49,9 %. В расовом отношении белые и метисы составляли 99,6 % от населения города; негры, мулаты и райсальцы — 0,4 %.
Уровень грамотности среди всего населения составлял 87,4 %.

## Экономика
Основу экономики Консепсьона составляют сельскохозяйственное производство и заготовка леса. На территории муниципалитета выращивают гуаву, кофе, сахарный тростник, агаву, фасоль, кукурузу и другие культуры.

51 % от общего числа городских и муниципальных предприятий составляют предприятия торговой сферы, 27,3 % — предприятия сферы обслуживания, 21,7 % — промышленные предприятия.